# لاواغ
لاواغ (بالإنجليزية: Laoag) هي مدينة في الفلبين تقع في إقليم إيلوكوس نورت شمال لوزون، أكبر جزر الفلبين، تُعد عاصمة الإقليم ومركزه الإداري والسياسي، وتتميّز بتاريخها الاستعماري ومعمارها التراثي.

## الجغرافيا والمناخ
تقع لاواغ على الساحل الغربي للفلبين، مطلّة على بحر الصين الجنوبي، وتحيط بها السهول الخصبة والجبال. تتمتع بمناخ مداري موسمي، حيث تكون الأمطار غزيرة في موسم الرياح الموسمية، وجافة في أشهر الصيف.

## الإقتصاد
يعتمد اقتصاد المدينة على الزراعة، خاصة زراعة الأرز والذرة، إلى جانب صيد الأسماك، والسياحة، كما تُعد مركزًا للنقل والتجارة في إقليم إيلوكوس.

## السياحة والثقافة
تضم لاواغ العديد من المعالم التاريخية، منها كاتدرائية سانت ويليام وبرج الجرس المائل، بالإضافة إلى القصور والمباني ذات الطابع الإسباني، وتشتهر المدينة بمهرجاناتها الثقافية مثل "مهرجان لاواغ ساند ديونز"، والرياضات الصحراوية في الكثبان الرملية القريبة.